# Guimini
Guimini är en ort i Mali.   Den ligger i regionen Mopti, i den centrala delen av landet, 500 km öster om huvudstaden Bamako. Guimini ligger 331 meter över havet och antalet invånare är 6 517.
Terrängen runt Guimini är platt åt nordost, men åt sydväst är den kuperad. Runt Guimini är det ganska tätbefolkat, med 62 invånare per kvadratkilometer. Det finns inga andra samhällen i närheten. Trakten runt Guimini består i huvudsak av gräsmarker.